# Мананмучаш
Мананмучаш (мар. Монаҥмучаш) — деревня в Советском районе Республики Марий Эл. Входит в состав Алексеевского сельского поселения.

## География
Находится в центральной части республики Марий Эл на расстоянии приблизительно 10 км по прямой на запад от районного центра поселка Советский.

## История
Известна с 1920 года, когда здесь было 78 дворов, проживало 368 человек. В советское время работал колхоз «Мари Кундем», позже находились отделение совхоза, зерноток, тракторная бригада, ферма, школа, клуб, библиотека. В 1970-х годах число хозяйств стало быстро уменьшаться, а число жителей сокращаться. В 1973 году в деревне было 69 дворов, в 1983 году — 65, в 1993 году — 43 двора. Почти все хозяйственные объекты ликвидировали или перевели на центральную усадьбу.

## Население
Население составляло 94 человек (мари 95 %) в 2002 году, 66 в 2010.

## Известные уроженцы, жители
Мышляков, Прохор Афанасьевич (1903—1977) — марийский советский административный, хозяйственный и партийный деятель. Заместитель Председателя Верховного Совета Марийской АССР IV созыва (1955—1959), председатель Йошкар-Олинского райисполкома Марийской АССР (1939—1940, 1942—1944).